# Cattedrale di Stettino
La basilica arcicattedrale di San Giacomo Apostolo (in polacco: bazylika archikatedralna świętego Jakuba Apostoła; in tedesco: Jakobskathedrale o Jakobikirche) è il principale luogo di culto della città di Stettino, in Polonia, cattedrale dell'arcidiocesi di Stettino-Kamień.

## Storia
La chiesa fu fondata nel 1187, ma l'edificio romanico fu terminato solo nel XIV secolo. Uno dei due campanili crollò durante una tempesta nel 1456 e distrusse parte della chiesa. La ricostruzione si protrasse fino al 1503: la chiesa fu ricondotta al modello della Hallenkirche. 
La chiesa fu distrutta una seconda volta nel 1677 durante la Guerra di Scania e ricostruita fra il 1690 e il 1693 in forme barocche. Nel 1893 la chiesa fu ancora ricostruita, ma la torre occidentale crollò durante una tempesta nel 1894 e dovette essere ricostruita. Le opere terminarono nel 1901 e diedero alla chiesa una guglia alta 119 m.
All'epoca la chiesa era di culto protestante dai tempi della Riforma e solo dopo il 1945 fu data dalle autorità polacche ai cattolici quando la popolazione originaria germanofona venne espulsa.
I bombardamenti aerei della Seconda guerra mondiale del 16 agosto 1944 provocarono il crollo della guglia costruita nel 1901 e gravi danni al resto dell'edificio. La parete settentrionale, tutti gli altari e le opere d'arte custodite all'interno della chiesa furono distrutte dai bombardamenti e dal conseguente incendio. Al termine della guerra, le autorità furono riluttanti a consentire la ricostruzione della chiesa, tuttavia un funzionario del patrimonio artistico fece notare che sarebbe costato meno ricostruire la chiesa piuttosto che demolire la parte rimasta. I lavori di ricostruzione incominciarono nel 1971 e durarono tre anni. La parete settentrionale fu ricostruita in uno stile moderno che non si armonizzava con il resto del tempio e il campanile fu messo in sicurezza, ma l'alta guglia non fu ricostruita. La torre fu coperta con un tetto piramidale di altezza modesta, misurando così 60 m.
Nel 2006 fu intrapreso un nuovo restauro, che diede alla chiesa un nuovo impianto di riscaldamento e una nuova pavimentazione. Furono costruiti gli organi, che non erano stati più installati dopo i bombardamenti della Seconda guerra mondiale, e la torre fu rinforzata, rendendola capace di sopportare il peso di una nuova guglia. Nel 2010, la guglia fu ricostruita in stile neobarocco.